# Ambush marketing
L'ambush marketing és un tipus de campanya de màrqueting que té lloc al voltant d'un esdeveniment però que no inclou el pagament dels grans i normalment costosos contractes signats amb l'organització de l'esmentat esdeveniment. Per a la majoria d'actes amb un mínim de repercussió, una marca pagarà per ser-hi present de forma exclusiva del seu sector i això fa que no hi pugui haver publicitat de la competència, de forma oficial. Totes aquelles altres marques, llavors, han de trobar la manera de promocionar-se aprofitant l'esdeveniment però sense pagar a l'organització però sense fer res d'il·legal.